# حقل نفط كرافتسوفسكوي
حقل نفط كرافتسوفسكوي (بالروسية: Кравцовское нефтяное месторождение) يقع داخل بلوك D-6 في المياه الساحلية لبحر البلطيق، على بعد حوالي 22 كيلومترًا (14 ميل) غرب إقليم كالينينغراد الروسي. تم فتحه في عام 1983 وبدأ الاستخراج في عام 2004. يتم إجراء عملية الاستخراج بواسطة شركة لوك أويل. يقدر النفط القابل للاسترداد في الحقل بحوالي 9.1 مليون طن. يبلغ عمق المياه المحيطة حوالي 30 مترًا (98 قدمًا).
تم تطوير الحقل بمنصتين تم تركيبهما باستخدام سفينة رافعة ستانيسلاف يودين. تضمنت الشركات المشاركة في بناء البنية التحتية للحقل شركة سيمنسز الألمانية وغيرها من الشركات. يتم نقل النفط المنتج والغاز المصاحب عن طريق خط أنابيب تحت الماء بطول 47 كيلومترًا (29 ميلًا) إلى وحدة رومانوفو لتجميع النفط. يتم تصدير النفط الخام من خلال محطة النفط إيزهيفيسكي.
نظرًا لقربها من برزخ قورش أحد مواقع التراث العالمي لليونسكو الواقعة داخل كل من ليتوانيا وكالينغراد الروسية، فقد أثيرت مخاوف بشأن التأثير البيئي للتسرب في الموقع. خلال العقد الأول من القرن الحادي والعشرين اتفقت الدولتان على تقييم الأثر البيئي المشترك لمشروع D-6، بما في ذلك خطط التخفيف من الانسكاب النفطي. لم يكن مشروع التقييم والتخفيف قد اكتمل حتى عام 2010.